# Dodge Omni
Der Dodge Omni ist ein von dem US-amerikanischen Automobilhersteller Dodge von 1978 bis 1990 produzierter Kompaktwagen mit Frontantrieb. Das Fahrzeug rangierte in der Modellpalette von Dodge noch unter dem Dodge Colt als kleinstes Modell. Schwestermodell des Dodge Omni war der bis auf die Embleme gleiche Plymouth Horizon der Schwestermarke Plymouth. Ein auf diesem basierendes Coupé wurde zunächst als Dodge Omni 024 und später als Dodge Charger verkauft. Ebenso gab es den kleinen Pickup Dodge Rampage bzw. Plymouth Scamp. Es war der erste Pkw des US-amerikanischen Automobilbaus mit quer eingebautem Frontantriebsblock.

## Modellgeschichte

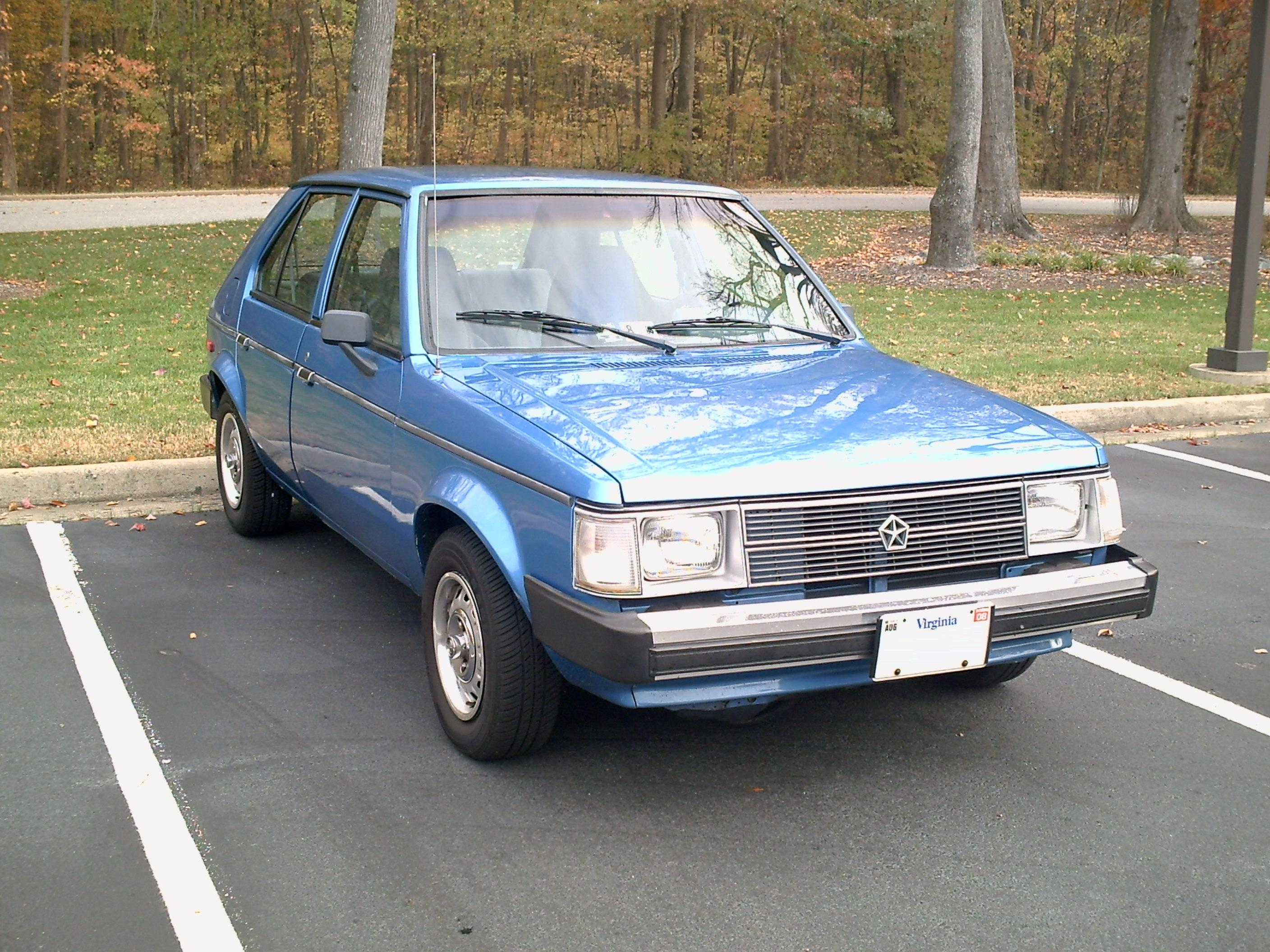
Omni (1990)

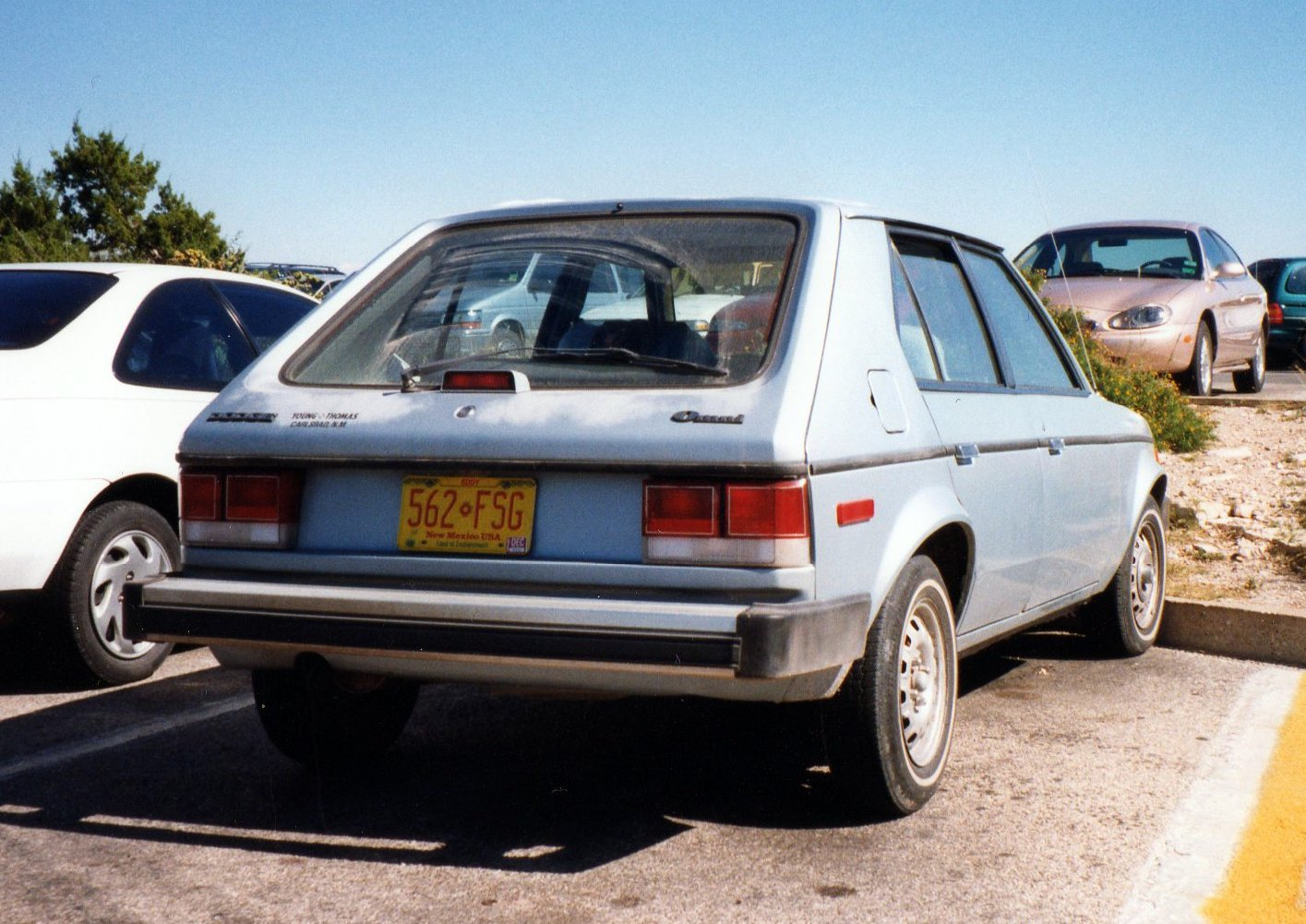
Heckansicht

Im Januar 1978 wurden Dodge Omni und Plymouth Horizon als erste Frontantriebs-Fahrzeuge des Chrysler-Konzerns vorgestellt. Ihre Basis war das bei Simca in Frankreich als Nachfolger des 1100 entwickelte Modell Horizon, das als Talbot Horizon auf den Markt kam. Simca hatte sich bis 1978 in Chrysler-Besitz befunden, und Chrysler sicherte sich beim Verkauf von Simca an Peugeot die Rechte, den Horizon in den USA zu bauen. Motor und Fahrwerk wurden geändert, die drehstabgefederten Doppelquerlenker vorn und Kurbelschwingen hinten wurden durch eine Verbundlenkerachse mit Schraubenfedern hinten und vorne einer MacPherson-Achse ersetzt.
Angetrieben wurde der Omni von einem 1,7-l-Reihenvierzylindermotor mit 56 kW (76 PS), der von Volkswagen stammte und seine Kraft über ein Vierganggetriebe oder Chryslers TorqueFlite-Dreigangautomatik an die Vorderräder abgab. Es gab nur eine Ausstattungsstufe, die sich aber durch verschiedene Pakete außen wie im Innenraum aufwerten ließ, bis hin zum Premium Wood Grained-Paket, bei dem Holzfolie die Flanken schmückte.
Im Modelljahr 1979 sank die Leistung des Vierzylinders infolge strengerer Abgasnormen auf 52, 1980 auf 49, 1981 auf 47 kW (64 PS).
1981 erhielt der Omni einen geänderten Kühlergrill. Neu im Programm waren der selten georderte Omni Euro-Sedan, eine sportlich aufgemachte Variante mit Aluminiumrädern, Breitreifen und Drehzahlmesser, sowie der Omni Miser („Geizhals“). Bei letzterem handelte es sich um ein auf minimalen Benzinverbrauch getrimmtes Modell mit abgemagerter Ausstattung und längerer Achsübersetzung, das einen Normverbrauch von 5,5 Litern/100 km erreichte. Für alle Modelle außer den Miser gab es nun auf Wunsch den hauseigenen 2,2-l-Vierzylinder (63 kW) im Verein mit Viergang-Overdrive-Schaltgetriebe oder Automatik.
1983 wurde die Ausstattung des Omni um Halogenscheinwerfer, verstellbare Sitzrückenlehnen, Quarzuhr, Bremskraftverstärker und Tageskilometerzähler angereichert. Ab Anfang 1983 wurde der VW-Motor durch einen 46 kW (63 PS) leistenden 1,6 Liter-Vierzylindermotor von Peugeot abgelöst, der 2,2-Liter-Motor leistete 69 kW (94 PS). Miser und Euro-Sedan fielen aus dem Programm, und auf Wunsch gab es nun auch ein Fünfganggetriebe.
Ab Modelljahr 1984 gab es den Omni in Basis- und in SE-Ausstattung sowie als Sportmodell GLH (siehe unten). Der Peugeot-Motor gewann zwei kW (48 kW/65 PS) und war nicht mehr mit Automatik lieferbar.
Für das Modelljahr 1987 wurde das Omni-/Horizon-Programm stark gestrafft. Es gab nur noch eine Version namens Omni America oder Horizon America, die grundsätzlich mit dem 2,2-Liter-Motor mit 71 kW (97 PS) ausgestattet war. Alle übrigen Motoren wurden gestrichen. Es gab nur noch drei einzeln zu bestellende Extras und drei Extra-Pakete. Damit einher ging eine deutliche Preissenkung, was den Absatz der Modelle stark ankurbelte.
1988 wurde der 2,2-Liter-Motor auf Benzineinspritzung umgestellt und leistete damit 69 kW (94 PS).
1990 entfiel die Bezeichnung America wieder.
Im Sommer 1990 wurde die Fertigung der Limousinen nach etwa 720.000 Exemplaren (darunter 13.400 GLH und 1196 Euro-Sedan) eingestellt. Vom Plymouth Horizon entstanden im gleichen Zeitraum rund 880.000 Stück.

## Besondere Modelle

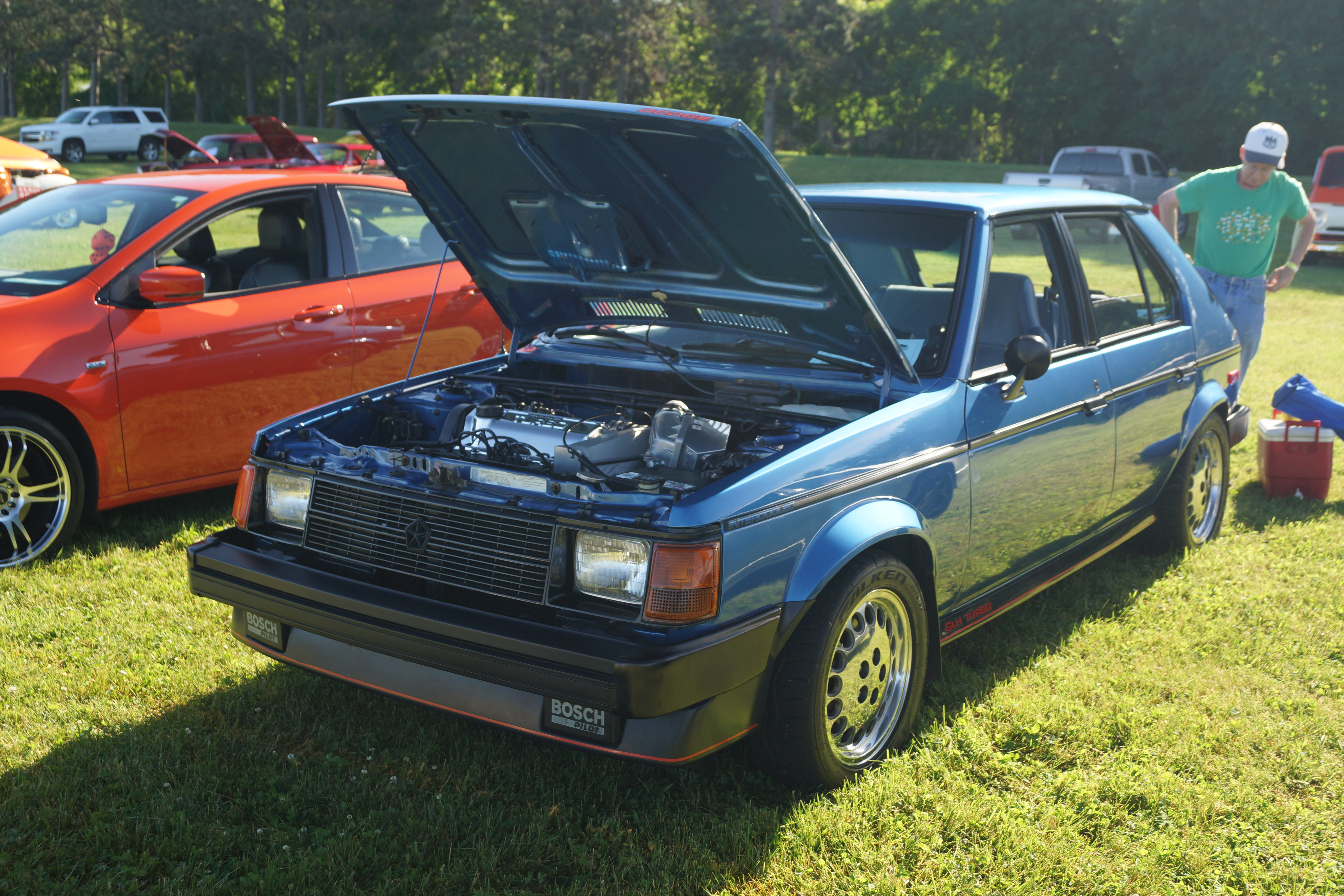
Dodge Omni GLH

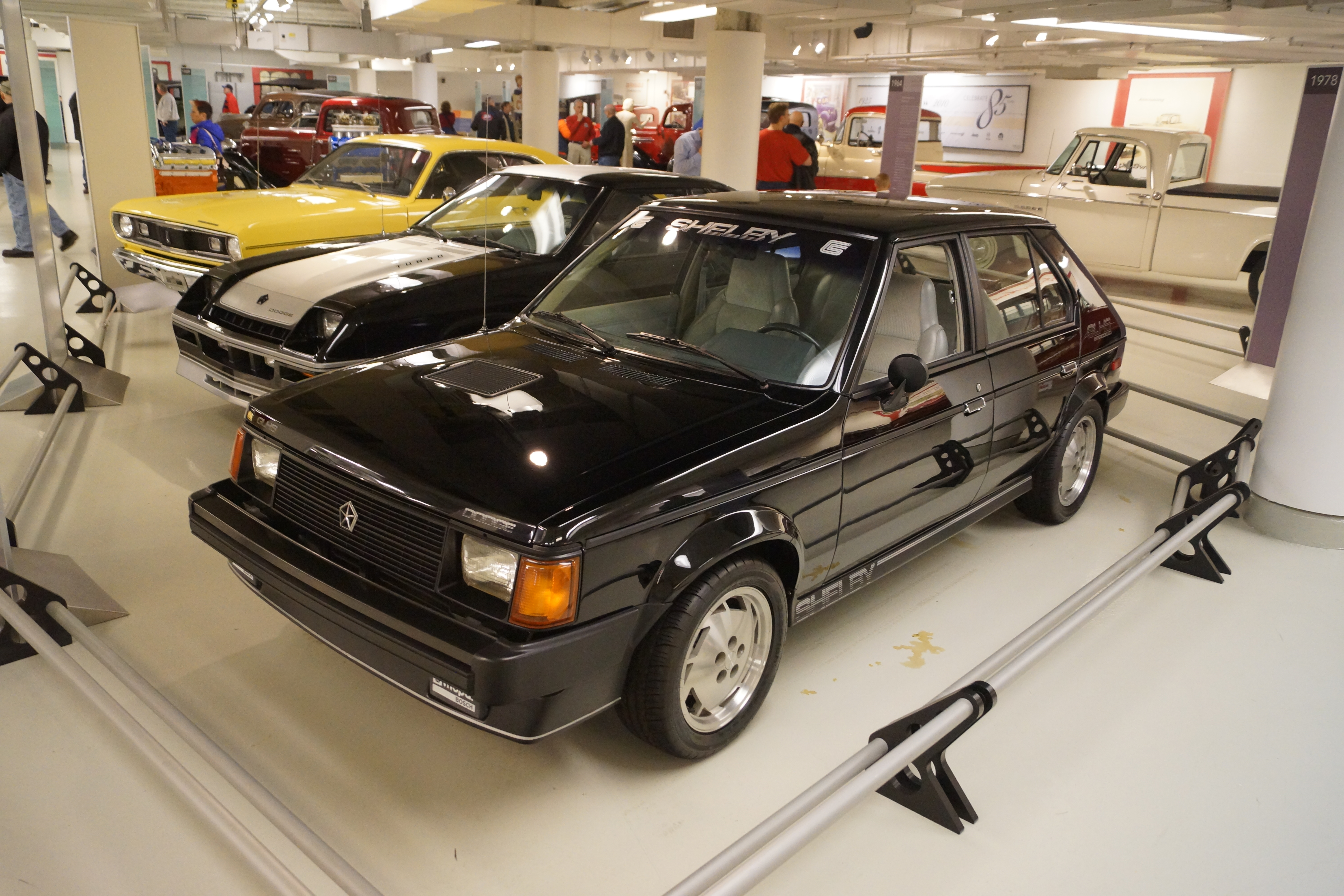
Shelby GLHS

### GLH
Ab 1984 gab es den Omni auch als von Shelby modifiziertes Hochleistungsmodell Omni GLH; das Kürzel stand laut Werk für goes like hell, also etwa „geht wie der Teufel“. Der Omni GLH übernahm viele Modifikationen vom Dodge Shelby Charger von 1983. Der 2,2-Liter-Vierzylindermotor leistete hier 71 kW oder 82 kW (112 PS). Ab 1985 war im GLH gegen Mehrpreis eine turbogeladene Version des 2,2-Liters mit 109 kW (148 PS) lieferbar (GLH-T). Vom GLH gab es kein Plymouth Horizon-Parallelmodell.

### Shelby GLHS
Caroll Shelby kaufte die letzten 500 1986er GLH-T (alle in schwarz) und verwendete sie als Basis für den 1986er Shelby GLHS (Goes Like Hell S'more). Die in Kalifornien modifizierten GLHS-Fahrzeuge wurden auch unter dem Namen Shelby verkauft.  Neben einem Ladeluftkühler erhielt der 2,2-Liter-Motor einen größeren Turbolader und eine größere Drosselklappe, veränderte Ansaug- und Auspuffkrümmer, einen neuen Kabelbaum sowie einen anderen Kühler und Motorlüfter (neben anderen Motormodifikationen). Die Aufhängung wurde verbessert und erhielt steifere Federn, einstellbare Koni-Federbeine und Stoßdämpfer sowie größere Reifen auf von Shelby entworfenen Rädern. Die Leistung lag bei 177 PS (130 kW) und der GLHS hatte ein maximales Drehmoment von 237 Nm. Für den Sprint von 0 auf 60 mph (97 km/h) brauchte der GLHS 6,5 Sekunden und 14,8 Sekunden für die Viertelmeile. Die Höchstgeschwindigkeit betrug 217 km/h.
Neben der einzig verfügbaren Außenfarbe schwarz hatte der GLHS im Gegensatz zu den roten Nadelstreifen des GLH/GLH-T silberne Nadelstreifen und Schriftzüge; ein Shelby-Aufkleber wurde an der Windschutzscheibe angebracht und ein großer GLHS-Aufkleber an der C-Säule auf der Fahrerseite (die C-Säule auf der Beifahrerseite war durch die Tankklappe belegt). Parallel gab es mit gleicher Technik das zweitürige Kompaktcoupé Dodge Shelby Charger GLHS.